# 查理中学
查理中学（荷兰文：Keizer Karel College)是在荷兰阿姆斯特尔芬（Amstelveen）的中学。它是荷兰目前最好的中学。

## 历史
查理中学是1957年创建的。它能教育4种教育档：文科中学（Gymnasium）、非拉丁语希腊语文科中学（Atheneum）、工程中学（Technasium）和中等档中学（Hoger Algemeen Voortgezet Onderwijs - HAVO）。它也是一个天主教會的学校。学生都必须过圣诞节。它的名字是查理大帝来的。查理中学有大约150个教师和1600名学生。这虽然不多，但是查理中学能称为荷兰最佳中学。很多著名荷兰人都在那里上过学。在荷兰教育检查时，查理中学获到了第一名。